# Zieloni (Polska)
Zieloni – polska centrolewicowa partia polityczna o programie proekologicznym z naciskiem na prawa człowieka, sprawiedliwość społeczną oraz zrównoważony rozwój. Powstała na kongresie założycielskim w dniach 6–7 września 2003. Zarejestrowana sądownie 23 lutego 2004. Do kongresu, który odbył się w dniach 2–3 marca 2013, partia nosiła nazwę Zieloni 2004, a następnie do 26 listopada 2022 nazwę Partia Zieloni. Od 2019 współtworzy Koalicję Obywatelską, od 2023 posiada wiceministra w trzecim rządzie Donalda Tuska.

## Historia
Założycielami Zielonych były osoby wywodzące się z różnych środowisk, zwłaszcza organizacji pozarządowych: ekologicznych, feministycznych, a także działających na rzecz praw człowieka oraz równouprawnienia mniejszości światopoglądowych, seksualnych, narodowych i innych. Większość z nich tworzyła „Grupę Referendalną Zieloni”, działającą w kampanii referendalnej na rzecz przystąpienia Polski do Unii Europejskiej wiosną 2003. Rok 2004 w nazwie Zielonych wiązał się z członkostwem Polski w UE od 1 maja 2004. Partia należy do Europejskiej Partii Zielonych – ogólnoeuropejskiej partii politycznej powołanej 22 lutego 2004 w Rzymie. Zieloni ściśle współpracują z grupą Zieloni – Wolny Sojusz Europejski w Parlamencie Europejskim, której deputowani m.in. protestowali przeciwko budowie rządowego wariantu obwodnicy Augustowa przez dolinę Rospudy oraz doprowadzili do debat i przyjęcia rezolucji Parlamentu Europejskiego na temat homofobii w Polsce i całej Europie (ostatnia 26 kwietnia 2007). W maju 2016 Zieloni dołączyli do koalicji Wolność Równość Demokracja, powstałej pod patronatem Komitetu Obrony Demokracji. Pół roku później zawiesili jednak współpracę w jej ramach. Partia angażowała się także na rzecz zwiększenia legalności aborcji oraz poparła tzw. czarny protest. W lipcu 2017 została sygnatariuszem obywatelskiego projektu ustawy „Ratujmy Kobiety 2017”. W grudniu 2023 współprzewodnicząca partii Urszula Zielińska zasiadła w rządzie w randze wiceministra, zostając sekretarzem stanu w Ministerstwie Klimatu i Środowiska.

### Udział w wyborach

#### Wybory do Parlamentu Europejskiego w 2004
Pod hasłem „Do Unii po zmiany!” partia startowała w wyborach do Parlamentu Europejskiego w 2004. Zarejestrowała listy w 3 z 13 okręgów wyborczych. Uzyskała 16 288 głosów, co dało jej 0,27% poparcia w skali kraju i 17. miejsce spośród 21 komitetów.

#### Wybory parlamentarne w 2005
31 maja 2005 Zieloni zawarli porozumienie z Socjaldemokracją Polską i Unią Pracy o wspólnym starcie w wyborach parlamentarnych w 2005 (pod szyldem SDPL). Poparli również Marka Borowskiego w wyborach prezydenckich. Lista SDPL zdobyła 459 380 głosów (3,89% poparcia w skali kraju), z czego sami Zieloni uzyskali 19 644 głosów, co dało 0,17% poparcia w skali kraju (partia przyjęła regułę wystawienia po jednej osobie w okręgu wyborczym). Jedynkami Zielonych w tych wyborach byli ich współprzewodniczący: Magdalena Mosiewicz w okręgu podwarszawskim, w którym uzyskała 2506 głosów, oraz Dariusz Szwed w okręgu olsztyńskim, w którym uzyskał 1223 głosy.

#### Wybory samorządowe w 2006
Lokalne struktury Zielonych samodzielnie decydowały o formule startu w wyborach samorządowych w 2006 (m.in. dlatego władze krajowe partii odrzuciły zaproszenie do tworzącego się bloku Lewicy i Demokratów). Samodzielna lista Zielonych w Warszawie uzyskała 11 210 głosów (1,68%) i 7. miejsce na 14. Niecały 1% poparcia uzyskały we Wrocławiu i Gdańsku współtworzone przez Zielonych z Młodymi Socjalistami komitety lokalne. W innych miastach osoby związane z partią kandydowały z list lokalnych (głównie niepartyjnych) albo koalicji Lewica i Demokraci.

#### Wybory parlamentarne w 2007
W wyborach parlamentarnych w 2007 partia wystawiła czworo kandydatów do Senatu, rejestrując jednego z nich. Monika Paca uzyskała w okręgu katowickim 21 336 głosów (4,5% spośród głosujących), zajmując 8. miejsce spośród 10 kandydatów.

#### Wybory do Parlamentu Europejskiego w 2009
1 lutego 2009 Zieloni wraz z Socjaldemokracją Polską i Partią Demokratyczną – demokraci.pl powołali koalicję Porozumienie dla Przyszłości, która przed wyborami do Parlamentu Europejskiego 13 marca 2009 zarejestrowała Koalicyjny Komitet Wyborczy Porozumienie dla Przyszłości – CentroLewica. KW PdP-CentroLewica zdobył 179 602 głosy (2,44% w skali kraju), w tym 26 002 głosy oddane na kandydatów Zielonych (0,35% w skali kraju). Jedynkami Zielonych w tych wyborach byli ich przewodniczący: Dariusz Szwed otwierający listę w okręgu gdańskim, w którym uzyskał 1758 głosów oraz popierana przez Zielonych Magdalena Środa startująca z pierwszej pozycji w okręgu łódzkim, w którym uzyskała 10 798 głosów.

#### Wybory prezydenckie w 2010
W wyborach prezydenckich w 2010 Zieloni poparli Grzegorza Napieralskiego w oparciu o analizę programów najważniejszych kandydatów. Kandydat SLD uzyskał w rankingu Zielonego Indeksu najwyższy wynik: 78 w skali od –200 do +200 punktów. W drugiej turze członkowie partii zachęcali do głosowania, ale nie poparli żadnego z kandydatów, wskazując na ich konserwatyzm światopoglądowy i neoliberalizm gospodarczy.

#### Wybory samorządowe w 2010
Przed wyborami samorządowymi w 2010 Zieloni podpisali porozumienie z SLD, Partią Kobiet, Unią Pracy i OPZZ. Zieloni startowali z list SLD m.in. w Warszawie i na Śląsku. W niektórych innych miastach, np. Bydgoszczy i Lublinie, Zieloni wystartowali w ramach innych list lewicowych.
W wyniku wyborów Zieloni zdobyli pierwsze mandaty w samorządzie: 2 w sejmikach wojewódzkich (Małgorzata Tkacz-Janik w śląskim i Ewa Koś w zachodniopomorskim) oraz 3 w radach miast i gmin (Krystian Legierski w Warszawie, Beata Kubica w Opolu i Sebastian Kotlarz w Kątach Wrocławskich).

#### Wybory parlamentarne w 2011
W wyborach parlamentarnych w 2011 przedstawiciele partii ponownie znaleźli się na listach Sojuszu Lewicy Demokratycznej, jednak nie uzyskali żadnego mandatu w Sejmie. Sami kandydaci Zielonych uzyskali 23 421 głosów, co dało 0,16% poparcia w skali kraju. Jedyną jedynką Zielonych był ich przewodniczący Dariusz Szwed otwierający listę w okręgu chrzanowskim, w którym uzyskał 3842 głosy.

#### Wybory do Parlamentu Europejskiego w 2014
W wyborach do Parlamentu Europejskiego w 2014 Zieloni utworzyli własny Komitet Wyborczy Partia Zieloni. Start z list komitetu Zielonych zapowiedzieli przedstawiciele Partii Kobiet, Polskiej Partii Socjalistycznej i Młodych Socjalistów. Komitet zarejestrował listy w pięciu okręgach. Komitet Zielonych uzyskał w wyborach 22 481 głosów (0,32%), zajmując 10. miejsce (wyprzedzając m.in. komitet Demokracji Bezpośredniej, którego listy były zarejestrowane w sześciu okręgach).

#### Wybory samorządowe w 2014
W wyborach samorządowych w 2014 Zieloni wystawili własne listy do rady miasta w Warszawie i Wrocławiu, w Warszawie wystawiając Joannę Erbel jako własną kandydatkę na prezydenta miasta, a we Wrocławiu popierając kandydata SLD. W Krakowie współtworzyli razem ze związkami zawodowymi i ruchami miejskimi komitet Kraków Przeciw Igrzyskom. W Opolu dotychczasowa radna Zielonych Beata Kubica (wybrana w 2010 z listy SLD) kandydowała do rady miasta z listy Mniejszości Niemieckiej. W województwie lubuskim Zieloni współtworzyli razem z Ruchem Sprawiedliwości Społecznej, związkami zawodowymi i ruchami obywatelskimi komitet Nowy Ład w wyborach do tamtejszego sejmiku. Zieloni wystawili również kilkunastu kandydatów w Jednomandatowych Okręgach Wyborczych w całej Polsce.
W wyniku wyborów samodzielne listy Partii Zieloni w Warszawie otrzymały 2,55% głosów do rady miasta. Podobny wynik (2,48%) otrzymała kandydatka na prezydenta miasta Joanna Erbel. Wrocławskie listy Zielonych otrzymały 1,97% głosów do rady miasta. W Krakowie komitet Kraków Przeciw Igrzyskom, współtworzony przez Zielonych, otrzymał 6,7% głosów, co nie przełożyło się na mandaty (Tomasz Leśniak otrzymał poparcie 4,84% w wyborach na prezydenta miasta). Komitet Wyborczy Nowy Ład, współtworzony przez Zielonych, w wyborach do Sejmiku Województwa Lubuskiego otrzymał 0,62% poparcia (był to 10. wynik spośród 11 komitetów). Żaden kandydat Zielonych na radnego w JOW-ach nie uzyskał mandatu.

#### Wybory prezydenckie w 2015
Kandydatką partii w wyborach prezydenckich w 2015 została ogłoszona posłanka Anna Grodzka, która jednak nie zebrała wymaganej liczby 100 tysięcy podpisów.

#### Wybory parlamentarne w 2015
W wyborach parlamentarnych w 2015 partia wystartowała wraz z SLD, Twoim Ruchem, Unią Pracy i PPS w koalicji Zjednoczona Lewica, która nie zdobyła mandatów. Sami kandydaci Zielonych uzyskali 39 582 głosy, co dało 0,26% poparcia w skali kraju. Jedynkami Zielonych w tych wyborach byli ich przewodniczący: Małgorzata Tracz w okręgu wrocławskim, w którym uzyskała 14 542 głosy (10. wynik wśród wszystkich kandydatów koalicji) oraz Adam Ostolski w okręgu szczecińskim, w którym uzyskał 6444 głosy. Ze względu na przekroczenie przez Zjednoczoną Lewicę progu 6% tworzące ją partie otrzymały subwencję na działalność statutową (w proporcjach ustalonych w umowie koalicyjnej) – Zieloni otrzymali 2%, czyli ok. 125 tys. zł.

#### Wybory samorządowe w 2018
W wyborach samorządowych w 2018 Zieloni po raz pierwszy wystawili listy wyborcze do sejmików, startując we wszystkich województwach (w 57 z 85 okręgów wyborczych). Ponadto partia wystartowała rad miejskich we Wrocławiu, Kłodzku, Szprotawie, Łodzi, Warszawie, Płocku, Radomiu, Gdańsku, Katowicach, Zabrzu, Poznaniu, Koninie, Koszalinie i Pyrzycach. Łącznie z ramienia komitetu Zielonych o mandaty ubiegało się 400 kandydatów – 204 kobiety i 196 mężczyzn (odpowiednio 51% i 49%). W wyborach do sejmików Zieloni uzyskali w skali kraju 177 828 głosów (1,15%), zajmując 10. miejsce. Nie zdobyli jednak żadnego mandatu. Najwyższe poparcie uzyskali w województwie lubuskim – 2,62% (w pozostałych województwach zdobyli poniżej 2% głosów). Najlepszy wynik partia uzyskała w gminie Ośno Lubuskie, w której na kandydatów z tej partii oddano 22,11% głosów w wyborach do sejmiku. Przewodnicząca partii Małgorzata Tracz kandydowała na prezydenta Wrocławia. Uzyskała 8. wynik (wśród 10 kandydatów) z liczbą 3487 głosów (1,35%).

#### Wybory do Parlamentu Europejskiego w 2019
17 lutego 2019 Rada Krajowa partii zdecydowała o współtworzeniu Koalicji Europejskiej (wraz z PO, PSL, Nowoczesną i SLD) na wybory do Parlamentu Europejskiego. 26 maja na trzynastkę kandydatów Partii Zieloni startujących z list Koalicji Europejskiej (po jednym w każdym okręgu; znajdowali się na środkowych miejscach list) oddano łącznie 55 756 głosów (0,41% w skali kraju). Żaden z nich nie uzyskał mandatu.

#### Wybory parlamentarne w 2019
30 lipca 2019 Rada Krajowa partii zdecydowała o współtworzeniu Koalicji Obywatelskiej wraz z PO, Nowoczesną i Inicjatywą Polska, a także m.in. samorządowcami w wyborach parlamentarnych w 2019. Liderem listy wyborczej z ramienia Zielonych był Tomasz Aniśko w okręgu lubuskim, natomiast na miejscach drugich znalazły się Małgorzata Tracz w okręgu wrocławskim oraz Miłosława Stępień w okręgu konińskim. Ogółem na listach Koalicji Obywatelskiej we wszystkich okręgach wyborczych znalazło się 44 kandydatów należących do Zielonych bądź przez nich popieranych.
Kandydaci Zielonych w ramach KO uzyskali 107 523 głosy, co dało 0,58% poparcia w skali kraju. Troje z nich uzyskało mandaty w Sejmie: Małgorzata Tracz w okręgu wrocławskim (uzyskała 28 676 głosów), Tomasz Aniśko w okręgu lubuskim (uzyskał 23 870 głosów) i Urszula Zielińska w okręgu warszawskim (uzyskała 7536 głosów).

#### Wybory prezydenckie w 2020
W wyborach prezydenckich w 2020 Zieloni, podobnie jak inne partie KO, poparli kandydaturę Małgorzaty Kidawy-Błońskiej z PO, a po nieodbyciu się w nich głosowania, w powtórzonych wyborach poparli kolejnego kandydata PO Rafała Trzaskowskiego.

#### Wybory parlamentarne w 2023
W wyborach parlamentarnych w 2023 Zieloni ponownie współtworzyli KO wraz z PO, Nowoczesną i iPL; z list koalicji wystartowała także m.in. Agrounia. Zieloni wystawili na listach KO 29 kandydatów do Sejmu. Drugie miejsca na listach otrzymali współprzewodniczący partii – Przemysław Słowik w okręgu koszalińskim i posłanka Urszula Zielińska w okręgu warszawskim – a także posłanka Małgorzata Tracz w okręgu wrocławskim. O reelekcję nie ubiegał się poseł Tomasz Aniśko. Mandaty otrzymały posłanki ubiegające się o ponowny wybór – Urszula Zielińska, Klaudia Jachira i Małgorzata Tracz.

#### Wybory samorządowe w 2024
W wyborach samorządowych w 2024 Zieloni ponownie współtworzyli komitet Koalicji Obywatelskiej. Uzyskali mandaty w radach 9 miast – po dwa w Łodzi i Szczecinie (jeden z nich przypadł współprzewodniczącemu partii Przemysławowi Słowikowi) oraz po jednym w 7 innych miastach (m.in. w Warszawie); poza jednym mandatem z ramienia komitetu lokalnego zdobyli je z ramienia KO. Partia uzyskała także przedstawiciela w sejmiku zachodniopomorskim (Jagodę Żyłkowską).

#### Wybory do Parlamentu Europejskiego w 2024
W wyborach do Parlamentu Europejskiego w 2024 pięcioro członków Zielonych znalazło się na listach KO. Oddano na nich łącznie 39 473 głosy (0,34% w skali kraju), nie zdobyli oni mandatów.

#### Wybory prezydenckie w 2025
W wyborach prezydenckich w 2025 kandydatem KO wyłonionym w prawyborach wśród członków wszystkich partii ją tworzących, w tym Zielonych, został Rafał Trzaskowski z PO.

### Kongresy Zielonych

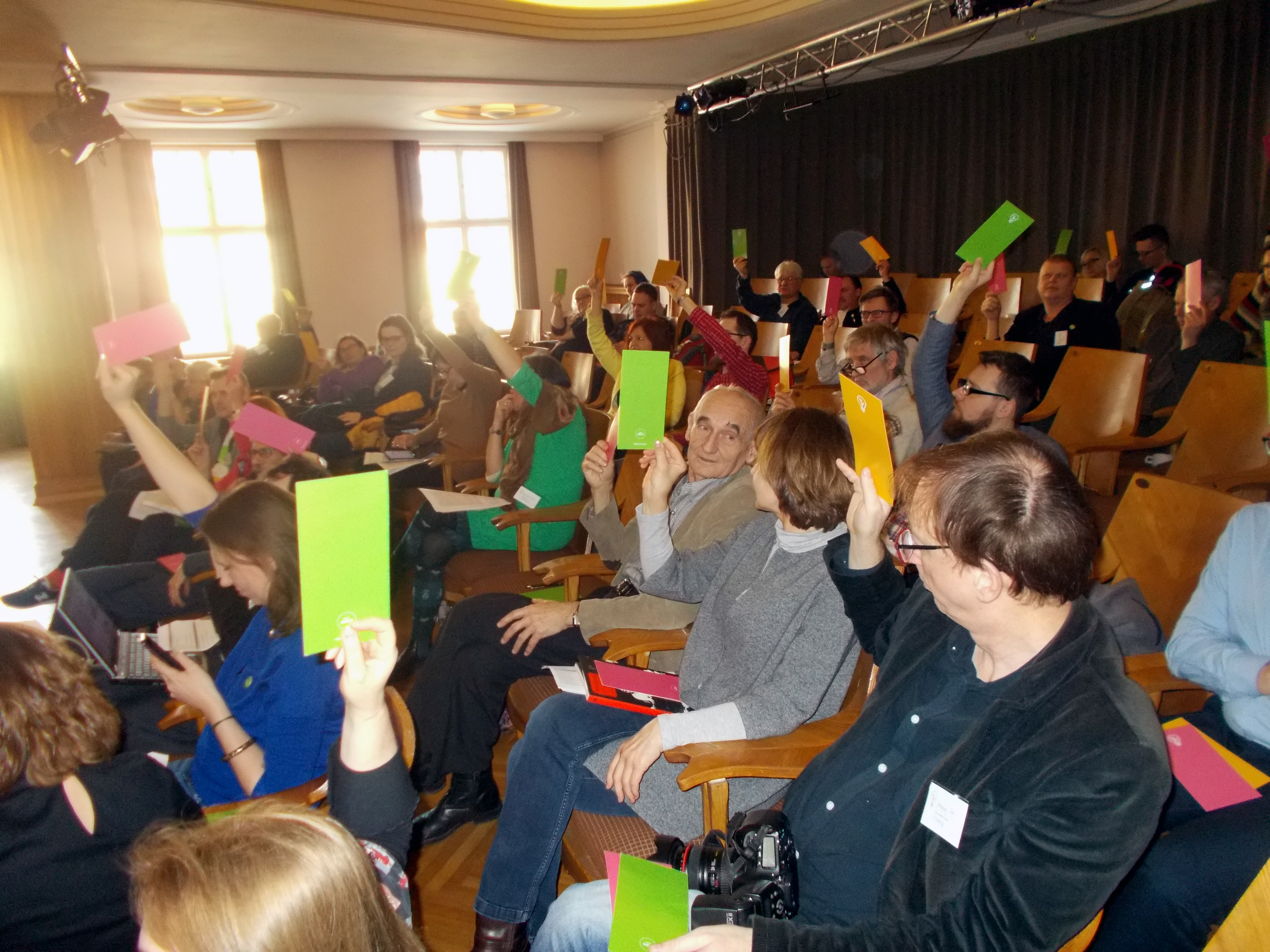
Głosowanie podczas obrad kongresu Partii Zieloni w Warszawie w lutym 2018

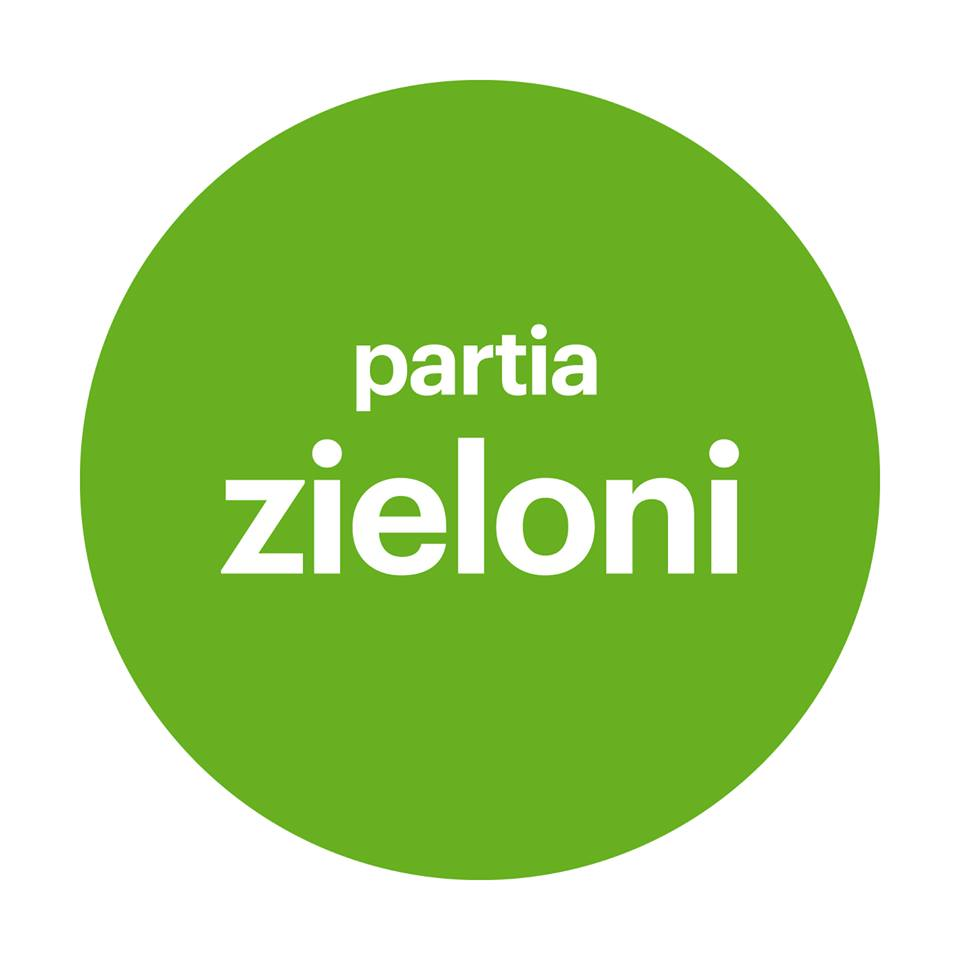
Logo Partii Zieloni w latach 2014–2022

Kongres założycielski, 6–7 września 2003, WarszawaKongres przyjął „Zielony manifest”, będący podstawowym dokumentem programowym powstającej partii.
I Kongres, 12–14 listopada 2004, Gdańsk
II Kongres, 24–26 lutego 2006, Katowice
III Kongres, 1–2 marca 2008, WarszawaKongres przyjął poprawki do statutu, zastępując określenia „współprzewodniczący” i „współprzewodnicząca” ich krótszymi wersjami. Zieloni przyjęli również kilka stanowisk dotyczących polityki zagranicznej, m.in. w sprawie wycofania wojska z Iraku i Afganistanu oraz sprzeciwu wobec tarczy antyrakietowej.
IV Kongres, 16–18 kwietnia 2010, WarszawaKongres przyjął cztery uchwały programowe: w sprawie ordynacji wyborczej, priorytetów polityki społecznej, polityki zdrowotnej i polityki edukacyjnej.
V Kongres (programowy), 2–3 września 2011, WarszawaKongres przyjął pięć uchwał programowych, dotyczących: zielonej gospodarki, ochrony praw pracowniczych, polityki energetyczno-klimatycznej, świeckiego państwa i polityki kulturalnej.
VI Kongres (sprawozdawczo-wyborczy), 2–4 grudnia 2011, WarszawaKongres wybrał nowe władze partii.
VII Kongres (sprawozdawczo-wyborczy), 2–3 marca 2013, WarszawaKongres wybrał nowe władze partii, przyjął również dwie uchwały programowe, dotyczącą polityki europejskiej oraz polityki wspierania odnawialnych źródeł energii. Zmieniono też nazwę partii z „Zieloni 2004” (która pozostała zastrzeżoną nazwą historyczną) na „Partia Zieloni”.
VIII Kongres (sprawozdawczo-wyborczy), 12–13 lipca 2014, WarszawaKongres ponownie wybrał Agnieszkę Grzybek i Adama Ostolskiego na przewodniczących partii, przyjął również uchwały dotyczące wyborów samorządowych, prezydenckich i parlamentarnych.
IX Kongres (sprawozdawczo-wyborczy), 30–31 maja 2015, WarszawaKongres dyskutował o sprawach programowych, wybrał także nowe władze partii.
X Kongres (sprawozdawczo-wyborczy), 20–21 lutego 2016, WarszawaKongres wybrał nowe władze partii i przyjął Zielony Manifest 2.0.
XI Kongres (programowy), 30 września–1 października 2017, WarszawaKongres przyjął program Zielone Przesłanie.
XII Kongres (sprawozdawczo-wyborczy), 17–18 lutego 2018, WarszawaKongres wybrał władze partii oraz zdecydował o samodzielnym starcie w wyborach do sejmików województw w wyborach w 2018, a także podjął uchwałę o potrzebie powołania szerokiej koalicji w wyborach do Europarlamentu (2019).
XIII Kongres (sprawozdawczo-wyborczy), 18–19 stycznia 2020, WrocławKongres wybrał władze partii oraz podsumował udział partii w wyborach w latach 2018–2019.
XIV Kongres, 14–15 sierpnia 2021, ŁódźKongres przyjął nowy statut partii.
XV Kongres (sprawozdawczo-wyborczy), 15–16 stycznia 2022, WarszawaKongres wybrał nowe władze partii i przyjął Zielony Plan Odbudowy.
XVI Kongres (programowy), 26 listopada 2022, WarszawaKongres przyjął filar programu Zielona Moc, dotyczący transformacji energetycznej. Zmieniono też nazwę partii z „Partia Zieloni” na „Zieloni” oraz powrócono do określania szefów partii „współprzewodniczącymi” (zamiast „przewodniczących”).

## Program polityczny

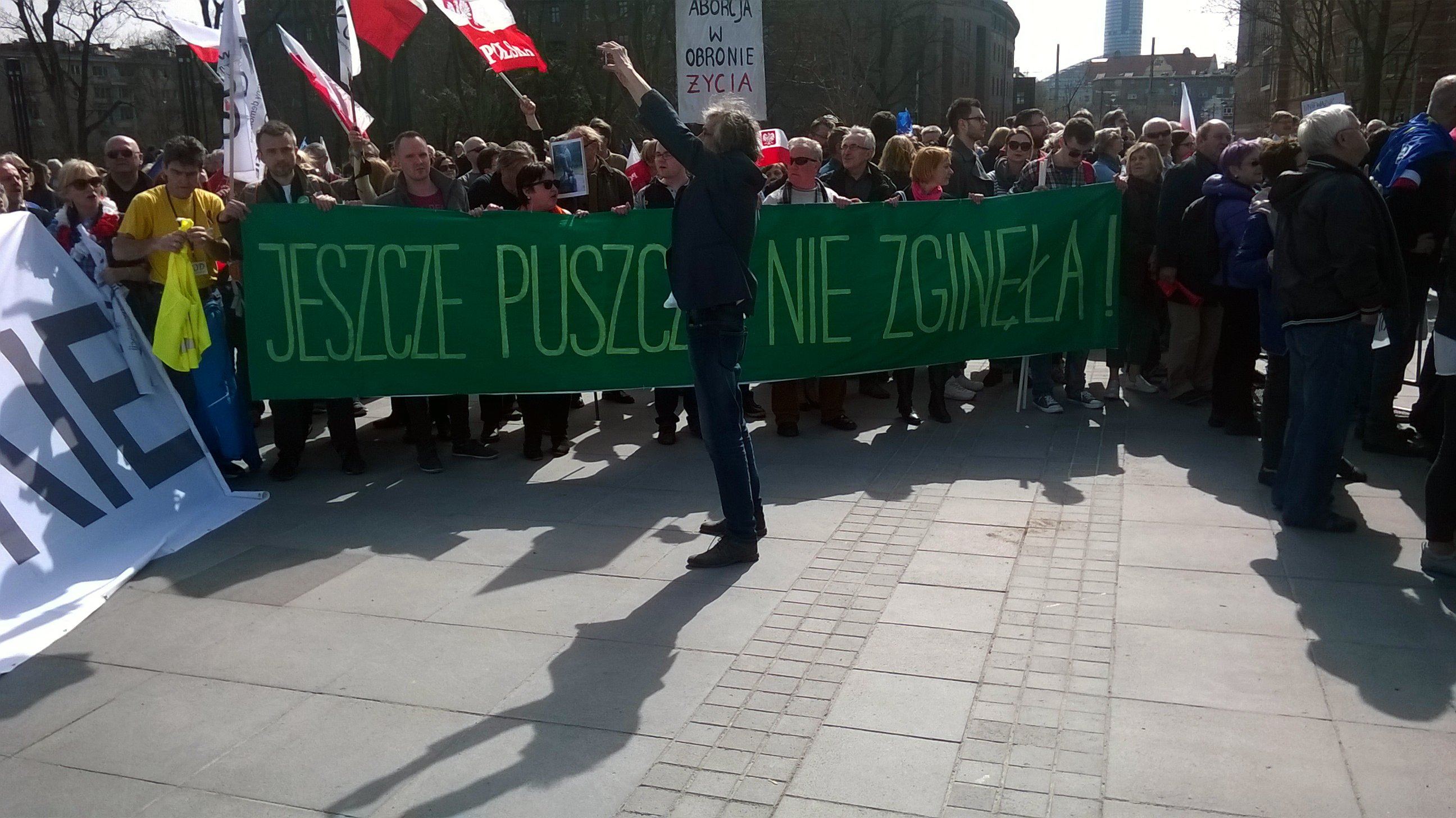
Zieloni na manifestacji KOD w 2016 we Wrocławiu

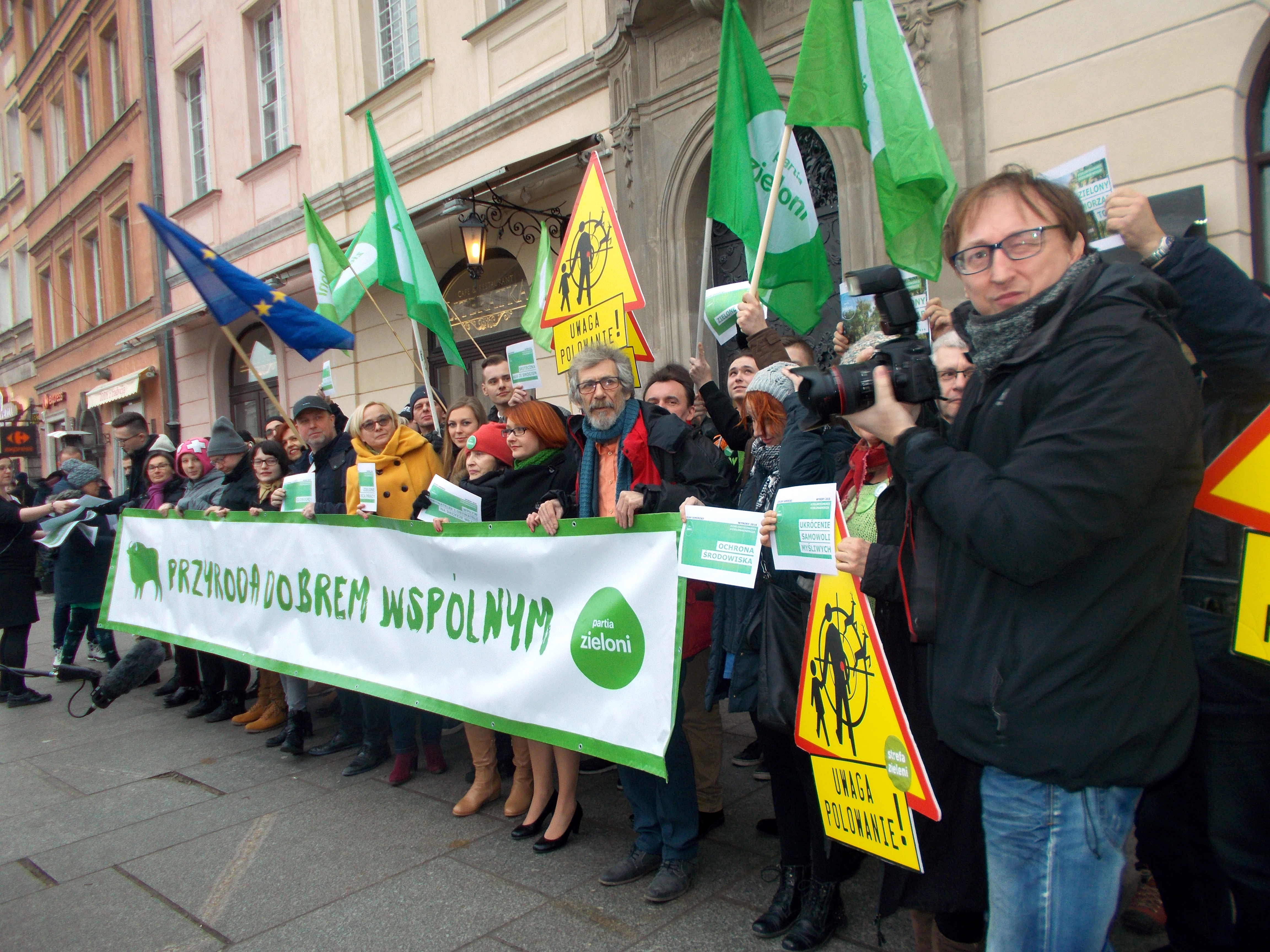
Zieloni podczas happeningu w 2018 w Warszawie

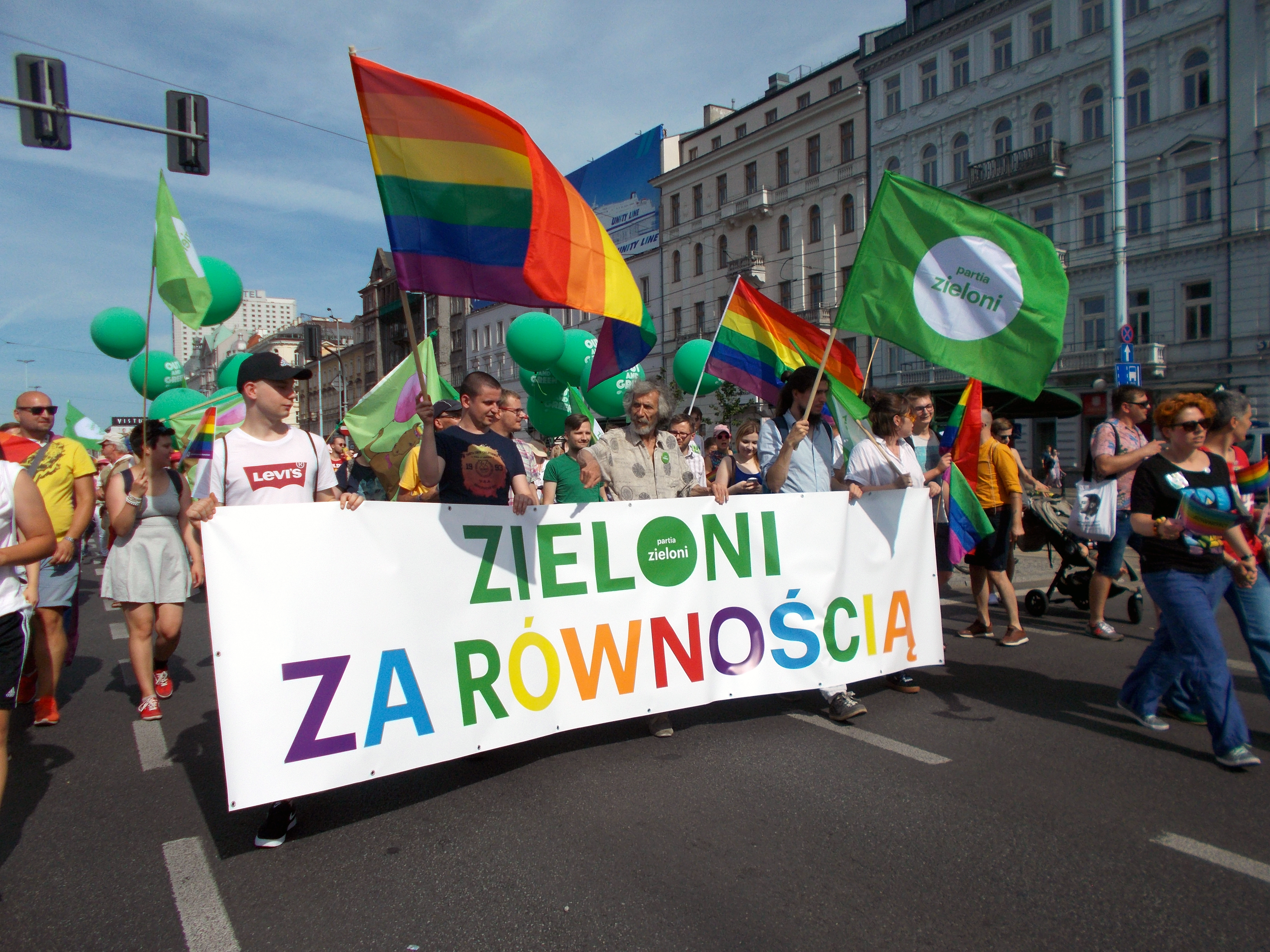
Zieloni w 2018 jak co roku na Paradzie Równości w Warszawie

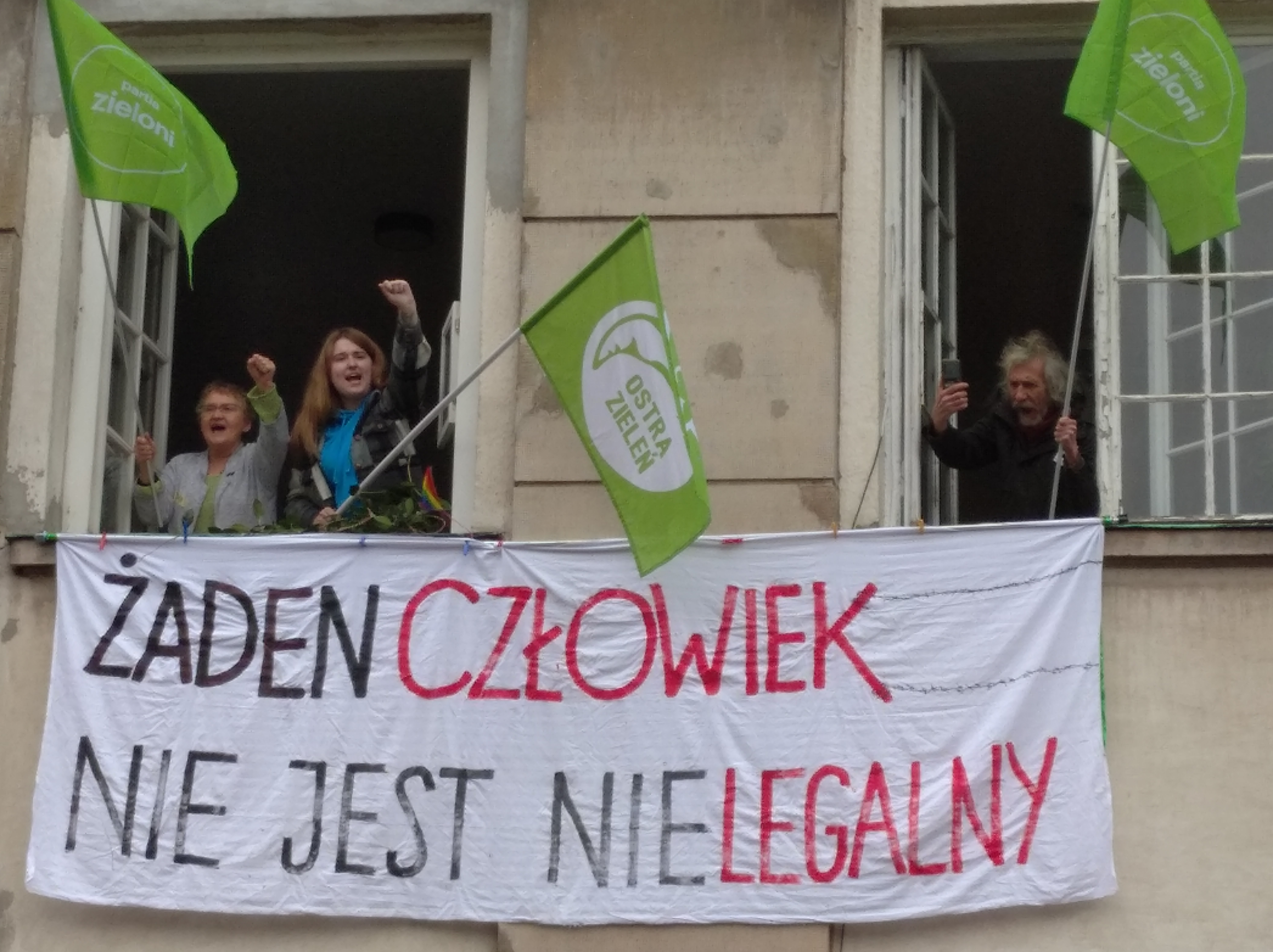
Ewa Sufin-Jacquemart, Laura Kwoczała i Marek Kossakowski w trakcie marszu solidarności z uchodźcami (2021)

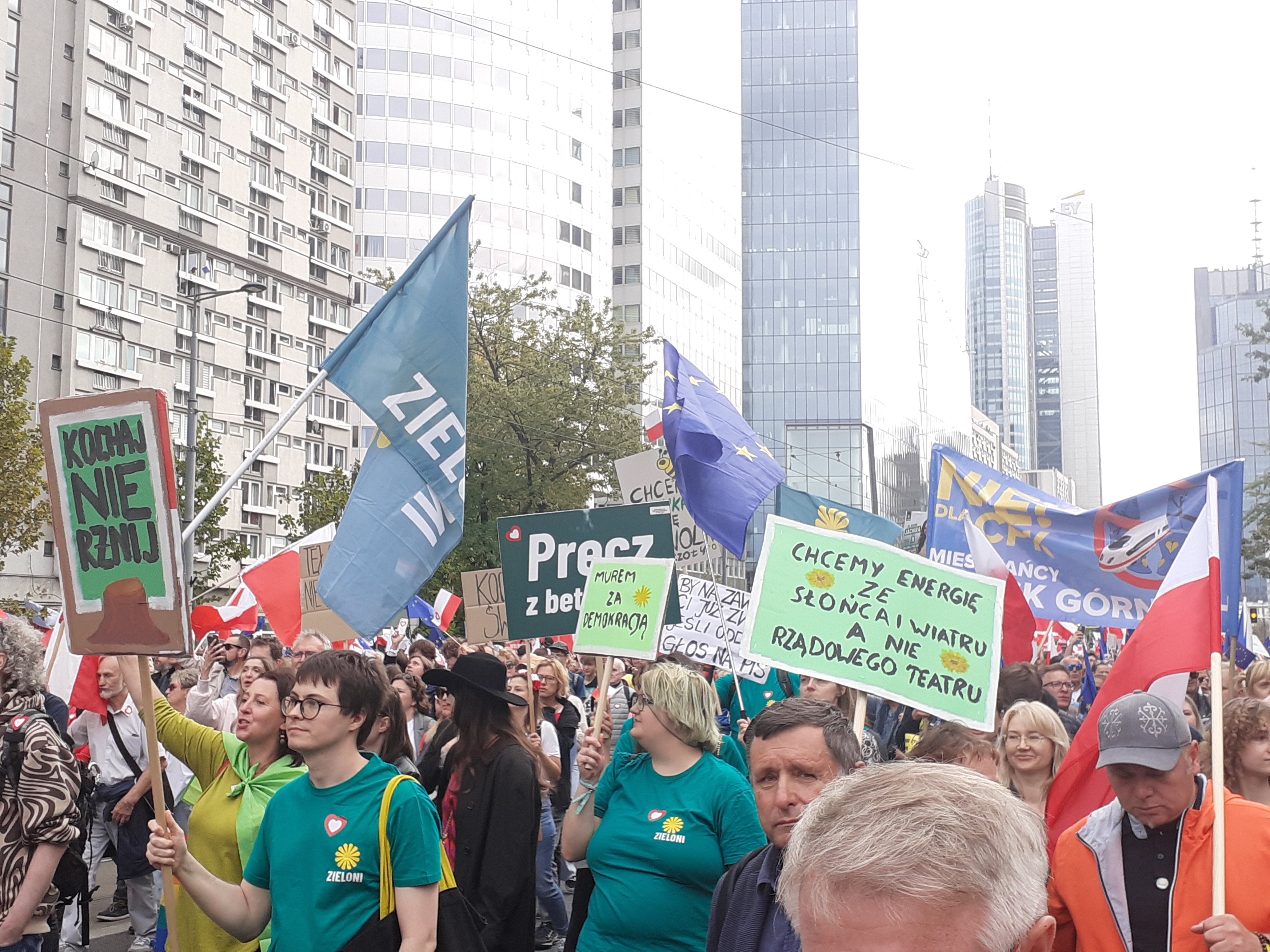
Postulaty Zielonych na Marszu Miliona Serc w Warszawie (2023)

Podobnie jak inne partie tego nurtu na świecie, Zieloni opierają swoje poglądy na czterech filarach: ekologizm, sprawiedliwość społeczna, demokracja oddolna oraz pacyfizm. Zgodnie z programem przyjętym na kongresie partii w 2017, jej działalność skupia się na poniższych postulatach:
„Ochrona zasobów ziemi naszym obowiązkiem”
1. Całkowite odchodzenie od pozyskiwania energii z ropy, węgla i innych paliw kopalnych oraz pozyskiwanie jej w przynajmniej 50% z odnawialnych źródeł energii do 2030 roku.
2. Rezygnacja z planów budowy elektrowni jądrowych.
3. Popieranie działań zmierzających do ograniczenia emisji gazów cieplarnianych na świecie o co najmniej 40% do 2030 roku w porównaniu z poziomem z 1990 roku.
4. Zwiększenie efektywności energetycznej o 45% do 2050 roku w celu zwalczania zanieczyszczenia powietrza, ubóstwa energetycznego oraz przeciwdziałania zmianom klimatu.
5. Zakończenie produkcji i sprzedaży nowych pojazdów spalinowych do 2030 roku i zastąpienie ich pojazdami niespalinowymi.
6. Stworzenie krajowego programu budowy i odbudowy połączeń kolejowych na lata 2020–2030.
7. Ochrona obecnych i stopniowe zwiększanie istniejących obszarów przyrodniczo cennych, np. Puszczy Białowieskiej.
8. Ochrona zasobów wodnych i racjonalne ich użytkowanie poprzez prawidłową retencję i oszczędzanie.
9. Zakaz hodowli zwierząt na futra i cyrków ze zwierzętami.

„Gospodarka dobra wspólnego”
1. Wprowadzenie modelu gospodarki bazującego na takich wartościach jak godność człowieka, solidarność, praworządność, ekologiczna odpowiedzialność i demokracja.
2. Gospodarka o obiegu zamkniętym (wtórnego wykorzystania surowców) i promowanie świadomych wyborów konsumenckich.
3. Gwarancja miejsc w żłobkach i przedszkolach, umożliwiająca rodzicom powrót na rynek pracy.
4. Rozpoczęcie procesu stopniowego skracania czasu pracy do 30 godzin tygodniowo.
5. Stopniowe wprowadzanie podstawowego dochodu gwarantowanego.
6. Sprzeciw wobec budowy niemiecko-rosyjskiego gazociągu Nord Stream 2.
7. Równa płaca za tę samą pracę dla kobiet i mężczyzn.
8. Ograniczanie rozwarstwienia płac w Europie oraz gwarancja minimalnej emerytury europejskiej.
9. Zakaz reklam skierowanych do dzieci oraz promujących produkty parafarmaceutyczne.

„Równość i solidarność prawem każdego człowieka”
1. Walka z dyskryminacją rasową, religijną, światopoglądową oraz z przyczynami ucieczki ludzi z ich własnych krajów.
2. Zakaz eksportu broni do państw łamiących prawa człowieka.
3. Prawo do oddychania czystym powietrzem.
4. Aktywna pomoc ludziom ze względu na wykluczenie z powodu biedy i zdarzeń losowych.
5. Upowszechnienie opieki pielęgniarskiej, stomatologicznej i psychologicznej w żłobkach, przedszkolach i szkołach.
6. Wsparcie dla osób samotnie wychowujących dzieci oraz opiekunów i opiekunek osób niepełnosprawnych.
7. Wprowadzenie możliwości zawierania małżeństw przez pary jednopłciowe.
8. Równy wiek emerytalny dla kobiet i mężczyzn na poziomie 65 lat z możliwością wcześniejszego o 5 lat przejścia na emeryturę.
9. Obniżenie czynnego prawa wyborczego do 16. roku życia w wyborach samorządowych.
10. Prawna dopuszczalność eutanazji dla osób nieuleczalnie chorych, które komisyjnie wyrażą zdecydowaną wolę zakończenia życia.

„Żywność dobrej jakości oparta o zrównoważone rolnictwo”
1. Odejście od przemysłowej hodowli zwierząt, przejście do rolnictwa bez chemicznych trucizn do 2040 roku oraz niedopuszczenie upraw GMO.
2. Wsparcie dla rolnictwa ekologicznego oraz lokalnej i bezpośredniej sprzedaży produktów rolnych.
3. Zabezpieczenie trwałości rodzinnych gospodarstw rolnych i ochrona praw socjalnych rolników i rolniczek oraz zatrudnionych w gospodarstwie pracowników i pracownic.
4. Edukacja i zwiększanie świadomości społeczeństwa w kwestiach spożycia żywności i jej wpływu na zdrowie ludzi – zwłaszcza chorób cywilizacyjnych, jak np. otyłość, cukrzyca, alergie.
5. Bardziej sprawiedliwy system dopłat dla całego rolnictwa i zwiększenie dopłat dla rolnictwa zrównoważonego i lokalnego.

Postulaty formułowane przez Zielonych na przestrzeni historii to m.in.:
- zrównoważony rozwój gospodarczy, społeczny, ekologiczny;
- model energetyki opartej na efektywności energetycznej i prosumenckiej energetyce odnawialnej;
- sprawiedliwość społeczna i usuwanie nierówności;
- utrzymanie rozdziału Kościołów i związków wyznaniowych od państwa;
- legalna aborcja;
- wprowadzenie rejestrowanych związków partnerskich (zarówno dla osób homo-, jak i heteroseksualnych);
- polityka narkotykowa opartą na edukacji i prewencji, a nie karaniu;
- utrzymanie państwowej oświaty i służby zdrowia;
- wycofanie polskich wojsk z Afganistanu;
- polityka miejska oparta na usługach publicznych, aktywna polityka mieszkaniowa, rozwój dostępnego transportu publicznego, wspieraniu powszechnej i dostępnej edukacji, zdrowia i kultury, poszanowaniu zieleni i ekosystemów;
- zrównoważony rozwój obszarów wiejskich, wsparcie dla rolnictwa ekologicznego, całkowite wyeliminowanie GMO.

W kolejnych latach partia opublikowała następujące dokumenty programowe:
- „Zielone Sejmiki 2018. Pełen program Partii Zieloni na wybory do sejmików wojewódzkich w 2018”, 2018.
- „Ekologicznie demokratycznie solidarnie”, 2018.
- „O co walczą europejscy Zieloni. Priorytety Europejskiej Partii Zielonych w wyborach do Parlamentu Europejskiego”, 2019.
- „Postulaty do Sejmu”, 2019.
- „Zielony plan odbudowy”, 2022.
- „Zielona moc. Zieloni o transformacji energetycznej”, 2022.
- „Zielona wizja Polski”, 2022.

## Struktura i działacze
Stan liczebności Zielonych na luty 2019 to około 1300 osób skupionych w 19 kołach i kolejne 7 kół było w trakcie organizacji. Statystyczna średnia wieku to około 40 lat.

### Aktualni współprzewodniczący
- Przemysław Słowik – radny Rady Miasta Szczecin, od 2020 przewodniczący szczecińskiego oddziału partii
- Urszula Zielińska – posłanka na Sejm IX kadencji.

### Współprzewodniczące i współprzewodniczący
W wyborach do władz, począwszy od kół aż do Zarządu Krajowego, obowiązuje zasada parytetu płci, a przewodniczą zawsze jednocześnie kobieta i mężczyzna (dwoje współprzewodniczących, do marca 2008 do listopada 2022 nazywanych „przewodniczącymi”).
Współprzewodniczące
|      | Portret | Imię i nazwisko        | od            | do            |
| ---- | ------- | ---------------------- | ------------- | ------------- |
| 1.   |         | Magdalena Mosiewicz    | września 2003 | marca 2008    |
| 2.   |         | Agnieszka Grzybek      | marca 2008    | kwietnia 2010 |
| 3.   |         | Małgorzata Tkacz-Janik | kwietnia 2010 | grudnia 2011  |
| (2.) |         | Agnieszka Grzybek      | grudnia 2011  | maja 2015     |
| 4.   |         | Małgorzata Tracz       | maja 2015     | stycznia 2022 |
| 5.   |         | Urszula Zielińska      | stycznia 2022 | nadal         |

Współprzewodniczący
|    | Portret | Imię i nazwisko     | od             | do             |
| -- | ------- | ------------------- | -------------- | -------------- |
| 1. |         | Jacek Bożek         | września 2003  | listopada 2004 |
| 2. |         | Dariusz Szwed       | listopada 2004 | grudnia 2011   |
| 3. |         | Radosław Gawlik     | grudnia 2011   | marca 2013     |
| 4. |         | Adam Ostolski       | marca 2013     | lutego 2016    |
| 5. |         | Marek Kossakowski   | lutego 2016    | stycznia 2020  |
| 6. |         | Wojciech Kubalewski | stycznia 2020  | stycznia 2022  |
| 7. |         | Przemysław Słowik   | stycznia 2022  | nadal          |

### Reprezentacja w Sejmie
Pod koniec czerwca 2014 do Zielonych przystąpiła posłanka Anna Grodzka, która wystąpiła z Twojego Ruchu (pozostała początkowo w klubie poselskim TR, jednak trzy miesiące później jej członkostwo w nim wygasło). Po roku wystąpiła jednak z partii.
W 2019 w wyborach parlamentarnych z list współtworzonej przez Zielonych Koalicji Obywatelskiej została wybrana trójka posłów należących do partii: Tomasz Aniśko, Małgorzata Tracz i Urszula Zielińska. Małgorzata Tracz została jedną z wiceprzewodniczących klubu KO. W marcu 2023 do partii wstąpiła Klaudia Jachira, dotychczas bezpartyjna posłanka zasiadająca w klubie KO. W wyborach w 2023 mandaty utrzymały Klaudia Jachira, Małgorzata Tracz i Urszula Zielińska (która zmieniła Małgorzatę Tracz na funkcji wiceprzewodniczącej klubu KO).

### Współpraca w Parlamencie Europejskim
Z Partią Zieloni współpracę podjęła Sylwia Spurek, niezależna eurodeputowana (pełniąca mandat w kadencji 2019–2024) wybrana z listy Wiosny, która 30 września 2020 przystąpiła do frakcji Zieloni – Wolny Sojusz Europejski, po uprzedniej rezygnacji z członkostwa we frakcji Postępowy Sojusz Socjalistów i Demokratów w Parlamencie Europejskim (należała do niej do 30 maja 2024, po czym do końca kadencji była deputowaną niezrzeszoną).

## Podmioty współpracujące
- Fundacja „Strefa Zieleni” propagująca trwały, zrównoważony rozwój ekonomiczny, społeczny i ekologiczny. Wspiera finansowo i merytorycznie działania zgodne z ideologią i programem Zielonych, zarówno partii politycznych, jak i organizacji pozarządowych.
- Stowarzyszenie „Ostra Zieleń” zajmujące się promowaniem praw człowieka, zrównoważonego rozwoju, demokracji, ochrony środowiska. Skupia głównie młodych działaczy proekologicznych.
- Czasopismo „Zielone Wiadomości” poruszające tematy związane z ekologią, zrównoważonym rozwojem, demokracją, prawami człowieka, prawami mniejszości, przedstawiające alternatywy dla dominującego systemu społeczno-gospodarczego.